# Neogene steinbachi
Neogene steinbachi là một loài bướm đêm thuộc họ Sphingidae. Loài này có ở Bolivia.
Con trưởng thành đã được ghi nhận vào tháng 8.